# Caçador
Caçador, amtlich portugiesisch Município de Caçador, ist eine Mittelstadt im brasilianischen Bundesstaat Santa Catarina mit einem großen Gemeindegebiet. Caçador liegt an der Mündung des gleichnamigen Flusses Rio Caçador („Jägerfluss“) in den Rio do Peixe. Sie ist 385 km von der Hauptstadt Florianópolis entfernt.
Die Gemeinde hatte bei der Volkszählung 2010 70.762 Einwohner, zum 1. Juli 2021 wurde die Bevölkerung auf 80.017 Bewohner geschätzt, die Caçadorenser (portugiesisch caçadorenses) genannt werden. Mit 44 weiteren Gemeinden ist sie Teil der Metropolregion Região Metropolitana do Contestado.

## Geschichte

### Vorgeschichte und Entdeckungszeit
Die Region von Caçador war in präcabralinischer Zeit Siedlungsgebiet einer frühen prähistorischen Kultur. Zeuge davon sind die mehr als 5000 Jahre alten Steinwerkzeuge und Klingen, die in der Region entdeckt wurden. Diese Kultur gehört möglicherweise zu den Vorfahren der alten brasilianischen Umbu-, Humaitá- und Taquara-Kulturen.
Im 16. Jahrhundert, als die ersten Portugiesen in das Gebiet von Santa Catarina gelangten, war die Region um Caçador von Indianern der Stämme Kaingang, Xokleng (Botokuden) und Guaraní bewohnt.

### Die ersten Siedler
In der Stadtgeschichte wird als erster Siedler und Einwohner Francisco Corrêa de Melo genannt. Er kam im Jahr 1881 aus Campos Novos und ließ sich mit seiner Familie am Ufer des Rio Caçador nieder. Ihm folgten 1887 Pedro Ribeiro und 1891 Tomaz Gonçalves Padilha.

### Grenzstreit und Bau der Eisenbahn
Im 19. Jahrhundert grenzten Argentinien und Brasilien entlang der Flüsse Caçador und do Peixe aneinander. Dieser Grenzverlauf war umstritten. Um das Gebiet für sich zu sichern, baute Brasilien Anfang des 20. Jahrhunderts eine Eisenbahnstrecke, die São Paulo mit Rio Grande do Sul und Uruguay verbinden sollte.
1908 wurden die Bauarbeiten der Bahnstrecke São Paulo – Rio Grande do Sul begonnen und schon zwei Jahre später befanden sich tausende Arbeiter in der Region.
Rio Caçador war der ursprüngliche Name der Haltestelle an Kilometer 133 der entlang des Rio do Peixe führenden Strecke von Porto União da Vitória nach Marcelino Ramos.
Durch die Eisenbahnanbindung ließen sich nun vermehrt Siedler in Rio Caçador nieder. Diese stammten meist aus anderen Regionen Brasiliens (Binnenwanderung) und hatten überwiegend einen europäischen Hintergrund (mit einer Dominanz von Italienern, Deutschen und Polen); unter ihnen waren aber auch zahlreiche Syrer und Libanesen.

### Contestado-Krieg und Weiterentwicklungen
Mit der Eisenbahn kam aber auch Gier und Ausbeutung in die Region, was zum Guerra do Contestado (Contestado-Krieg, 1912–1916) führte.
Die erste Poststelle wurde 1918 errichtet. 1923 wurde Rio Caçador in den Bezirk von Campos Novos eingegliedert, seit 1933 gehört es zu Curitibanos. Im gleichen Jahr wurde die Landstraße von Rio Caçador nach Curitibanos gebaut, was für weiteren wirtschaftlichen Aufschwung und Bevölkerungswachstum sorgte.
Die Stadt Caçador erhielt am 25. März 1934 die Stadtrechte zur Selbstverwaltung.

## Kommunalverwaltung
Bei der Kommunalwahl 2020 wurde für die Amtszeit von 2021 bis 2024 Saulo Sperotto des PSDB zum vierten Mal in Folge zum Stadtpräfekten (Bürgermeister) gewählt.
Die Gemeinde ist in zwei Distrikte geteilt: Caçador und Taquara Verde.

## Bevölkerungsentwicklung
| Jahr | Einwohner | Stadt  | Land   |
| --- | --------- | ------ | ------ |
| 1940 | 25.307    | 6.041  | 19.266 |
| 1950 | 23.723    | 8.032  | 15.691 |
| 1960 | 22.790    | 10.987 | 11.803 |
| 1970 | 32.892    | 18.734 | 14.158 |
| 1980 | 39.278    | 25.261 | 13.657 |
| 1991 | 52.684    | 43.492 | 9.192  |
| 2000 | 63.322    | 55.542 | 7.780  |
| 2010 | 70.735    | 64.431 | 6.304  |
| 2021 | 80.017    | ?      | ?      |
| Die zur Anzeige dieser Grafik verwendete Erweiterung wurde dauerhaft deaktiviert. Wir arbeiten aktuell daran, diese und weitere betroffene Grafiken auf ein neues Format umzustellen. (Mehr dazu) |           |        |        |

Quelle: IBGE (2011)

## Wirtschaft und Infrastruktur

### Bahnhof
Der erste Bahnhof, Rio Caçador, wurde am 1. Mai 1910 eingeweiht.
Zu diesem Zeitpunkt lagen noch keine Schienen an der Strecke und das Bahnhofsgebäude war komplett aus Holz.
Im Zuge der Stadtgründung am 25. März 1934 wurde der Bahnhof in Caçador umbenannt. 1941 brannte das Bahnhofsgebäude komplett nieder und wurde ein Jahr später durch das moderne Caçador Nova ersetzt.
Caçador Nova, ein aus Stahlbeton erbautes Gebäude, ist heute noch erhalten. Der Bahnhof diente sowohl dem Personenverkehr als auch dem Güterumschlag. São Paulo-Montevideo, ein bekannter brasilianisch-uruguayischer Fernzug, hielt hier zwischen 1943 und 1954.
Am 23. Oktober 1986 wurde ein mit Unterstützung der Rede Ferroviária Federal errichteter Nachbau des ersten Bahnhofs eingeweiht, der heute das Museu Histórico e Antropológico do Contestado beherbergt. Das Museum befindet sich in der Nähe des ursprünglichen Bahnhofs.

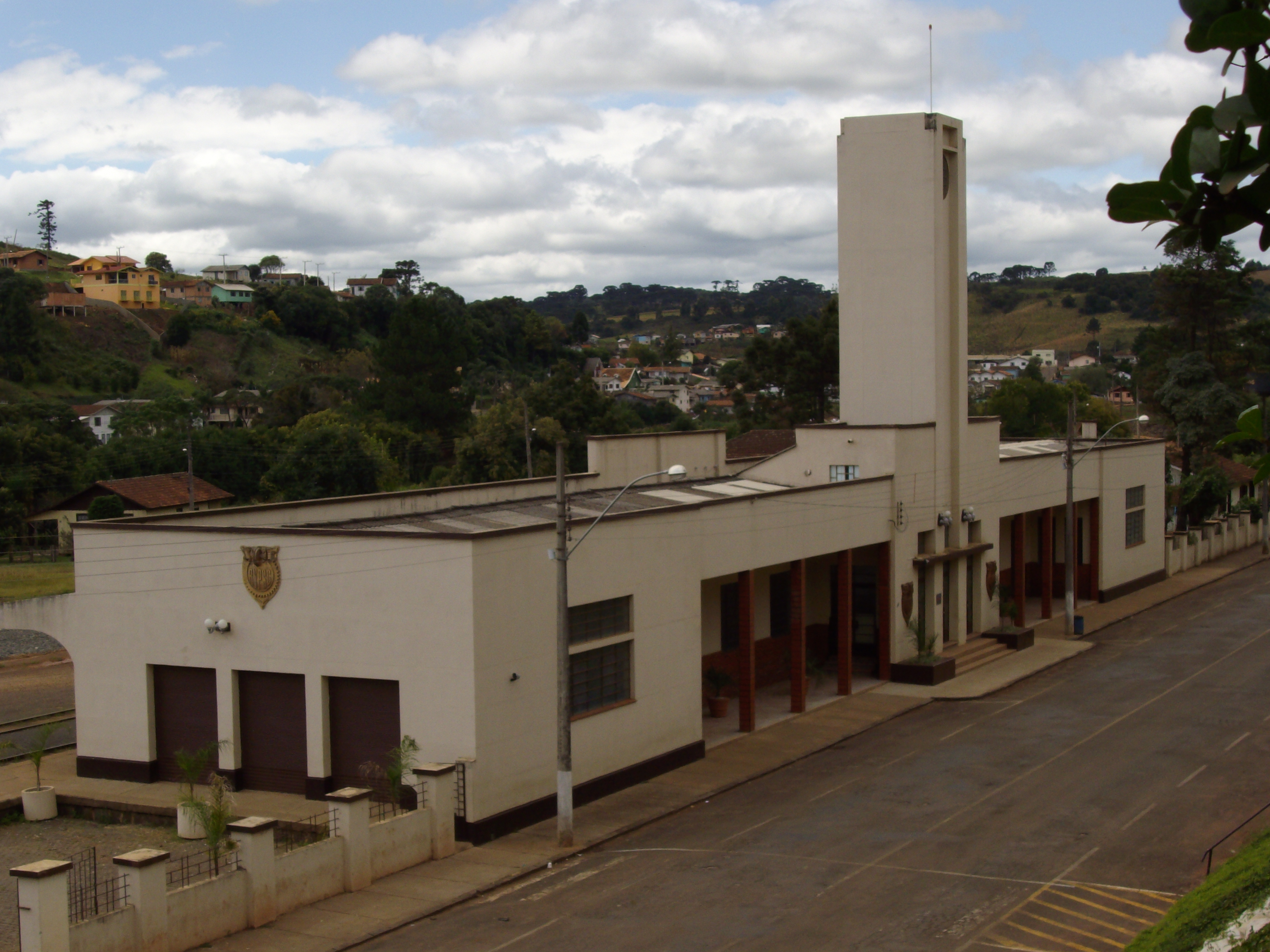
Bahnhof Caçador Nova

Am 13. Dezember 1996 gewann ein privates Unternehmen in einer Ausschreibung die Konzession für die bis dahin staatlichen Bahnstrecken in den brasilianischen Bundesstaaten Paraná, Santa Catarina und Rio Grande do Sul und erwarb damit das Recht, diese zu betreiben. Kurz danach wurde der Betrieb der an Caçador entlang vorbeilaufenden Bahnstrecke eingestellt. Caçador Nova blieb in den darauf folgenden Jahren geschlossen.
Bis 2008 wurde Caçador Nova restauriert. Im Gebäude des ehemaligen Bahnhofs ist heute ein Kulturzentrum untergebracht.

### Flughafen
Der Flughafen Caçador (Aeroporto Carlos Alberto da Costa Neves) verbindet Caçador durch tägliche Flüge der Fluglinie NHT direkt mit Curitiba, Erechim, Florianópolis und Joaçaba. Die Start- und Landebahn ist 1875 m lang.
Die Flugstrecke zwischen Caçador und den am nächsten liegenden Hauptstädten beträgt:
Curitiba 225 km; Florianópolis 260 km; Porto Alegre 363 km; São Paulo 568 km; Brasília 1263 km.

## Kultur, Religion und Sehenswürdigkeiten

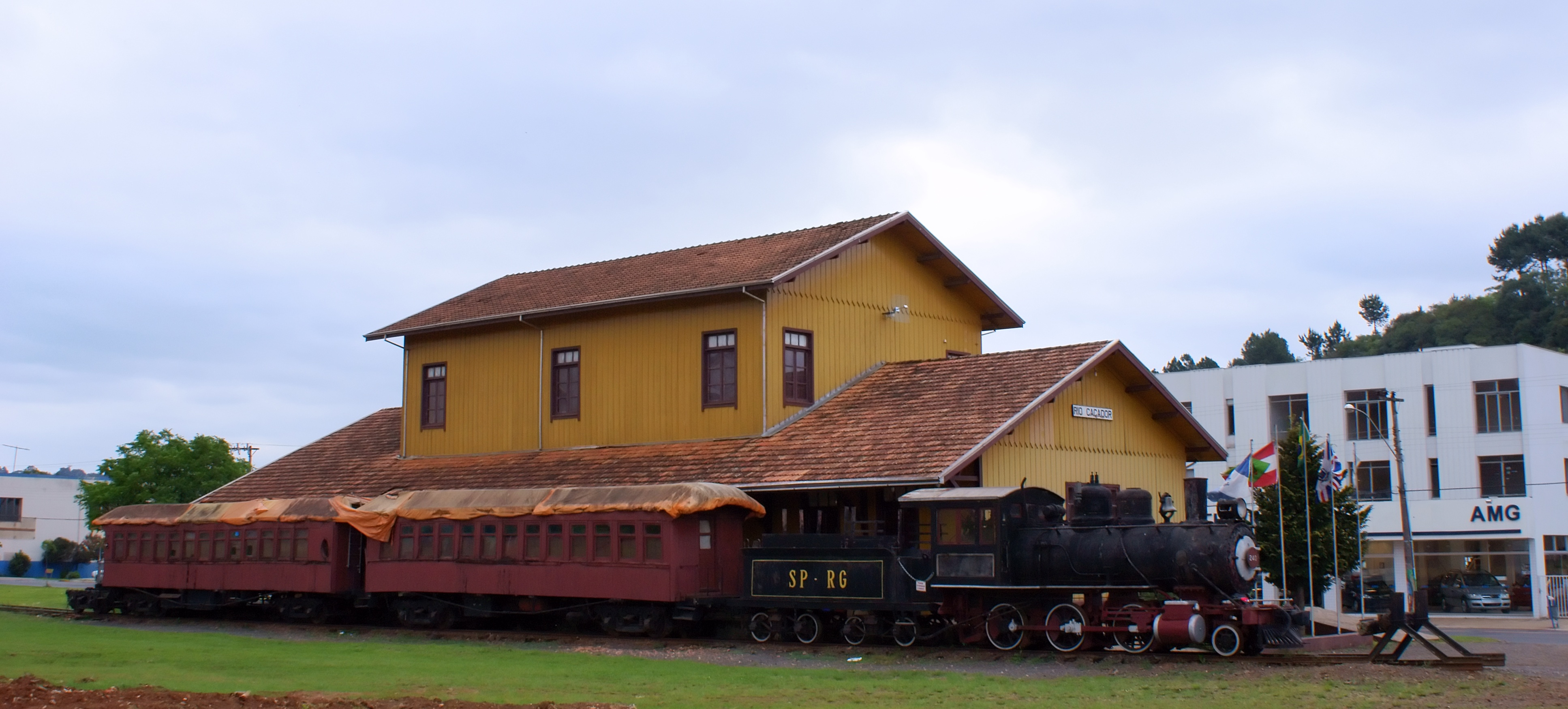
Museu do Contestado mit Lokomotive

Das Museum Museu Histórico e Antropológico da Região do Contestado ist ein dem Guerra do Contestado gewidmetes Museum.
Außer einer umfangreichen Dokumentation über den Verlauf des Krieges und die messianische Bewegung, die in der Region während dieser Zeit stattfand, bietet die Sammlung des Museums archäologisch-anthropologische Relikte aus der Geschichte der Ureinwohner und der Siedler in dieser Region.
Das Museumsgebäude ist ein Nachbau des ersten Bahnhofs und ist hauptsächlich aus Holz gebaut. Eine alte, aus 1907 stammende restaurierte Baldwin-Lokomotive samt Passagierwagen gehören auch zur Sammlung.

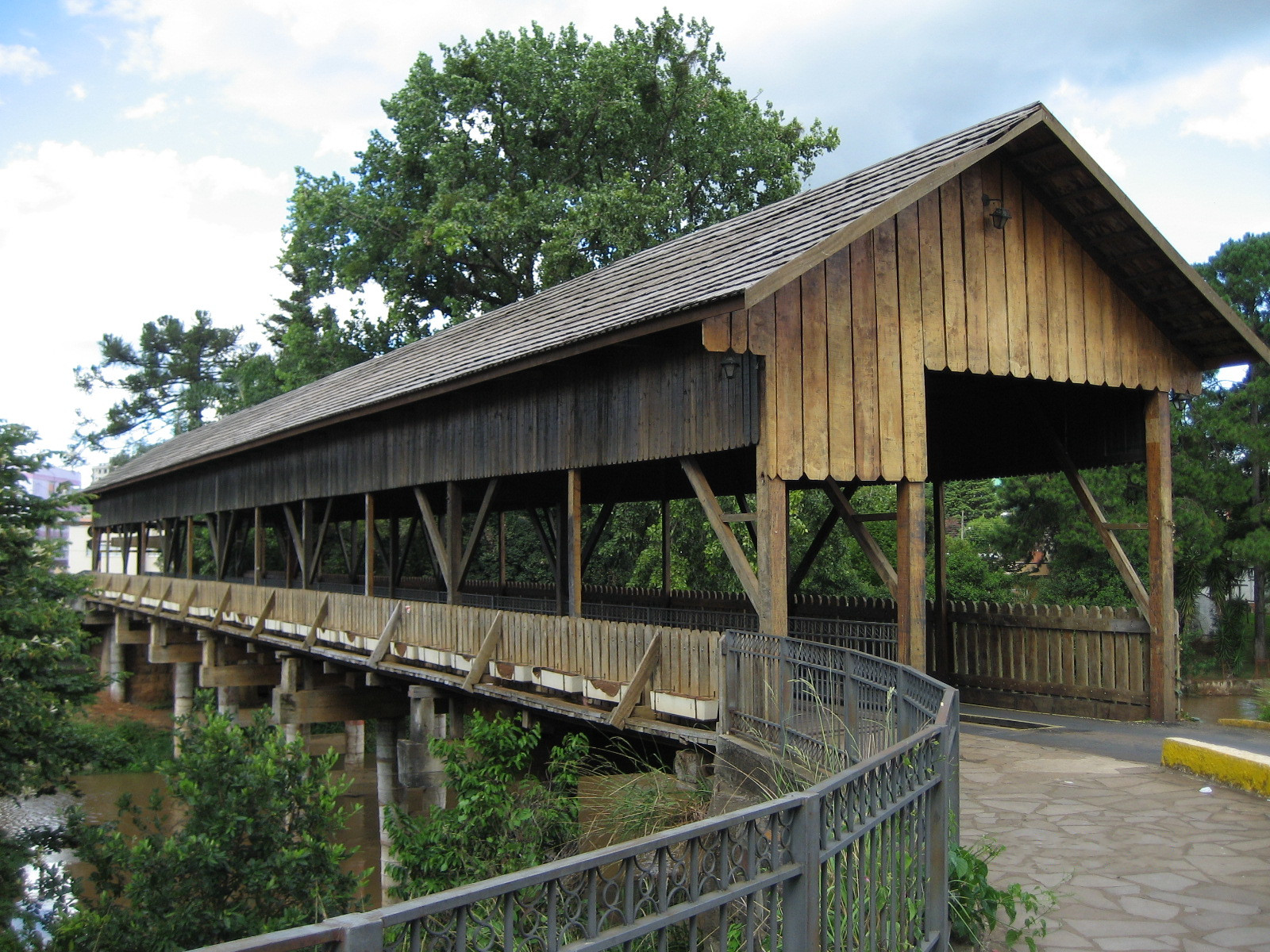
Antonio-Bortolon-Brücke

Als Ziel für Touristen gilt in Caçador besonders der Ponte Antônio Bortolon, eine überdachte Jochbrücke aus Holz. Sie war die erste in Caçador erbaute Brücke und wurde 1924 fertiggestellt. Die Erbauer, selbst Einwohner aus Caçador, waren italienische Auswanderer aus der Provinz Vicenza, Venetien, welche die Bautechnik von Holzbrücken, wie z. B. des Ponte degli Alpini in Bassano del Grappa, kannten. Die ursprüngliche Brücke wurde 1983 durch ein Hochwasser zerstört, wurde aber in den 1990er Jahren an gleicher Stelle wieder errichtet.
Andere Sehenswürdigkeiten sind die beiden Naturparks der Stadt: der Floresta Nacional de Caçador und der Reserva Florestal da Epagri, mit einer Fläche von 710 beziehungsweise 800 Hektar. Mit ihren Exemplaren der Brasilianischen Araukarie tragen sie zum Erhalt dieser bedrohten Baumart bei.

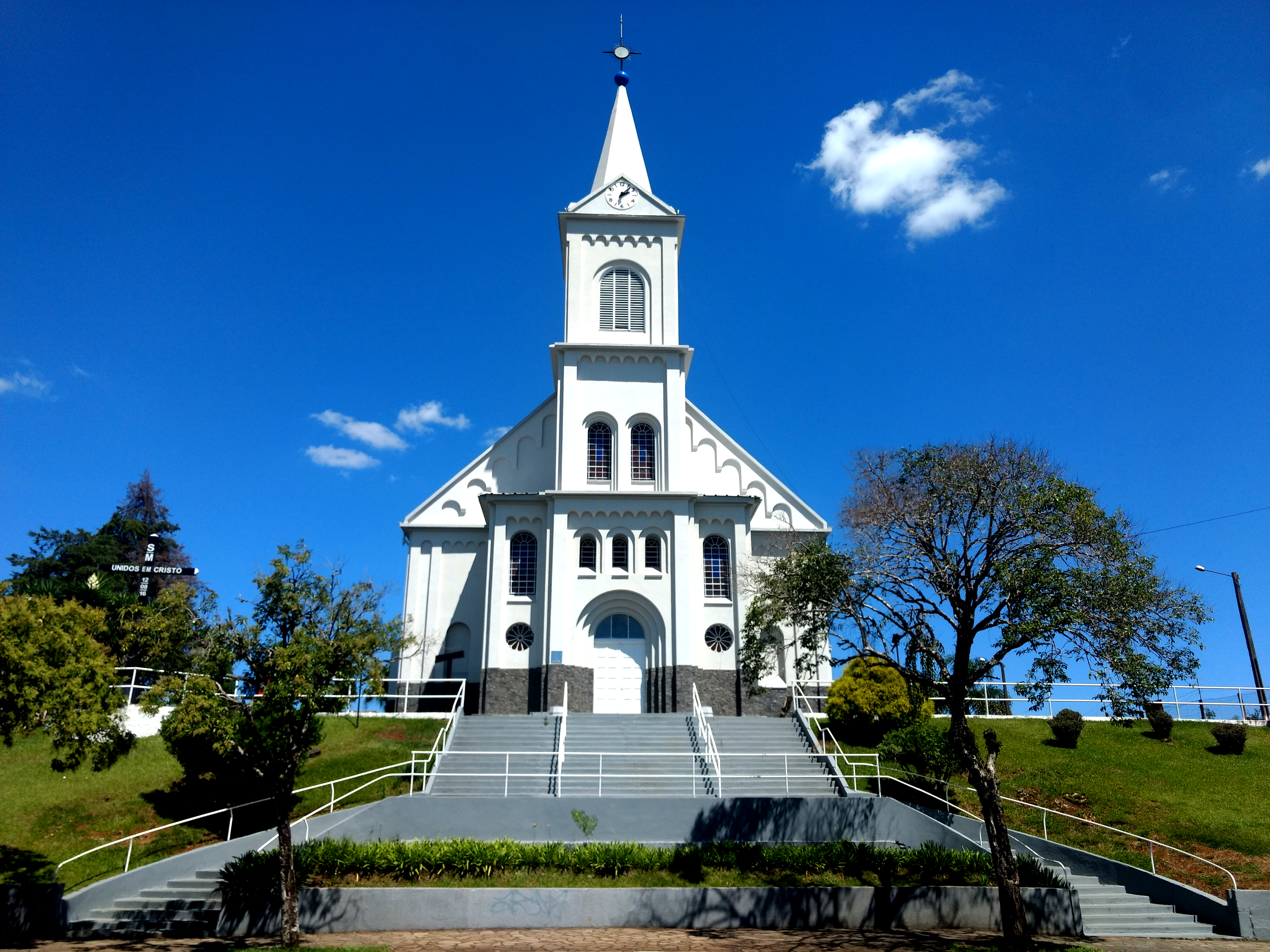
Kathedrale São Francisco de Assis in Caçador

Caçador ist Sitz des Bistums Caçador (Dioecesis Captatoropolitana), eine Diözese der römisch-katholischen Kirche.